# Église Saint-Jean-Baptiste de Bannes
L'église Saint-Jean-Baptiste de Bannes est une église catholique située à Bannes, en France.

## Localisation
L'église est située dans le département français de la Mayenne, dans le bourg de Bannes.

## Historique
L'église date du début du XIIe siècle.

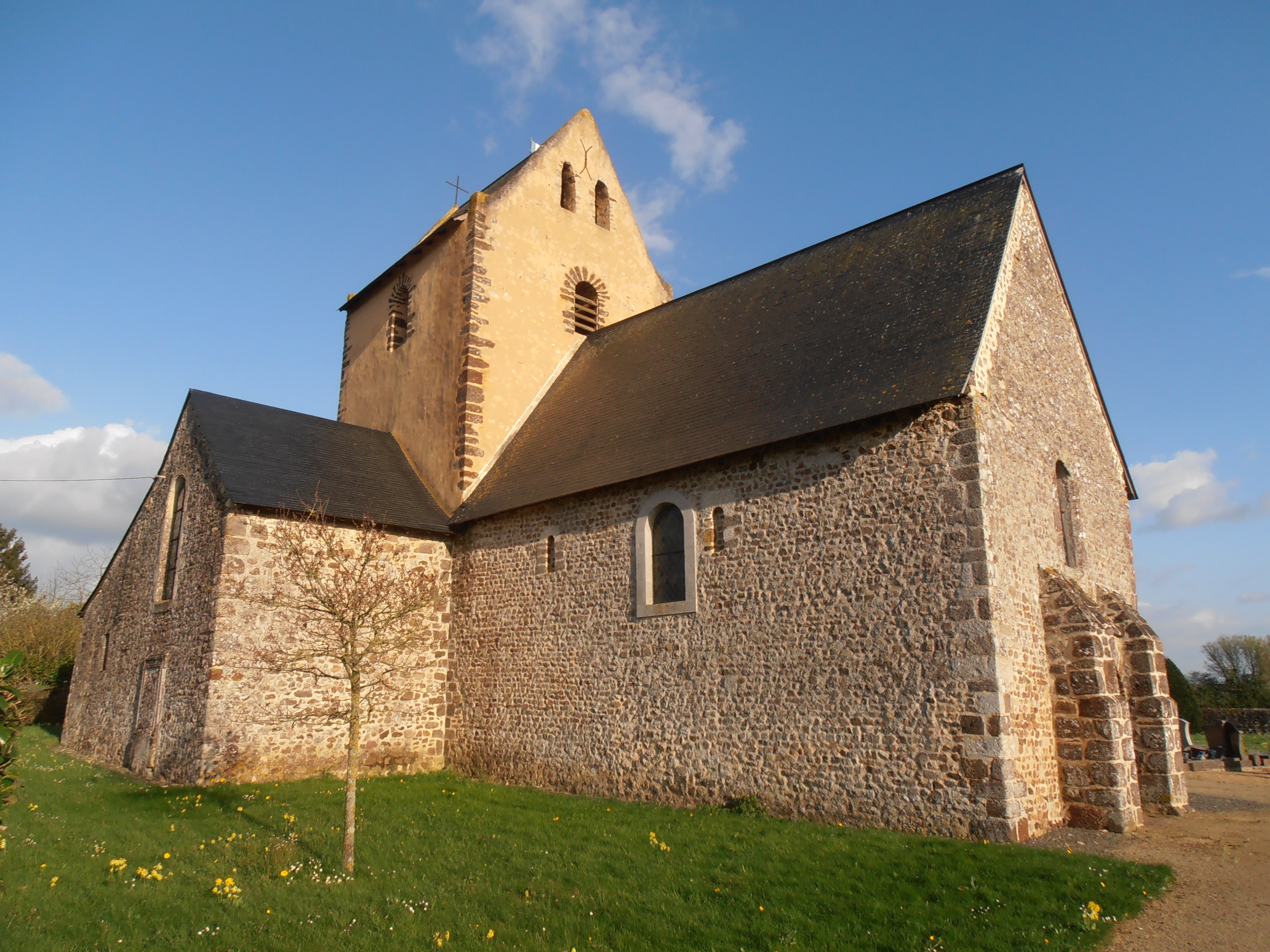
L'église Saint-Jean-Baptiste.

Il s'agit d'une église enclose dans son cimetière. Elle garde le type des petites églises rurales du XIIe siècle. Elle a conservé son abside, sa tour-clocher à toit en bâtière, ses petites fenêtres romanes, ses arcades au transept voûté en berceau sans oublier la charpente apparente de sa nef. 
Outre des peintures murales du XIVe siècle, découvertes par hasard, en 1888, par des ouvriers qui blanchissaient l'intérieur du sanctuaire, l'édifice abrite un retable en tuffeau du XVIIIe siècle, des fonts baptismaux (XVe siècle) et une statue de la Vierge en terre cuite du XVIe siècle. 
L'église dépend de la paroisse Saint-Pierre-du-Maine. L'église est inscrite au titre des monuments historiques depuis le 8 mai 1958. Le retable, les fonts baptismaux et la Vierge à l'Enfant sont classés à titre d'objets.